# Diocesi di Caienna
La diocesi di Caienna (in latino Dioecesis Caiennensis) è una sede della Chiesa cattolica in Francia suffraganea dell'arcidiocesi di Fort-de-France. Nel 2021 contava 213.420 battezzati su 303.600 abitanti. È retta dal vescovo Alain Ransay.

## Territorio
La diocesi comprende tutta la Guyana francese.
Sede vescovile è la città di Caienna, dove si trova la cattedrale del Santissimo Salvatore.
Il territorio è suddiviso in 27 parrocchie.

## Storia
I primi missionari cattolici ad evangelizzare la Guyana francese furono i Cappuccini, la cui presenza nel territorio è attestata a partire dal 1643: due sono i frati conosciuti di questa missione, Jean-Baptiste de Dieppe e Bernardin du Renouard.
Nel 1665 i gesuiti ottennero dalla Compagnia delle Indie Occidentali il permesso di stabilirsi nella Guyana. Con essi iniziò una più intensa e proficua campagna di evangelizzazione, che durerà un secolo, fino al 1762, quando anche in Guyana verrà applicata la legge relativa alla soppressione della Compagnia di Gesù. I gesuiti fondarono le prime parrocchie ed introdussero anche nella Guyana francese il sistema delle riduzioni a Kourou, Conamama e Sinnamary.
Fu grazie all'interessamento dei gesuiti che fu eretta la prefettura apostolica della Guyana francese nel dicembre 1731, ricavandone il territorio dalla prefettura apostolica delle Isole e di Terraferma (oggi arcidiocesi di Fort-de-France).
L'ultimo superiore dei gesuiti, Alexis Ruel, rimase in Guyana, come semplice prete missionario, fino al 1768, quando fu richiamato in Francia.
Dopo l'espulsione dei gesuiti, la missione ebbe molto a soffrire, finché nel 1775 essa fu affidata alla Congregazione dello Spirito Santo, i cui religiosi sono comunemente chiamati padri Spiritani.
Nel 1825 iniziarono i lavori di rifacimento dell'antica chiesa di San Nicola della Caienna; i lavori terminarono nel 1833 e fu dedicata al Santissimo Salvatore. Essa è l'attuale cattedrale diocesana.
Attorno alla metà dell'Ottocento ai Gesuiti fu permesso il ritorno nella Guyana francese. Ad essi venne affidata la missione di cappellani dei diversi posti di detenzione della colonia penale contestualmente eretta alla Caienna.
Verso la fine del secolo le tensioni fra gli spiritani ed il governatore locale sfociarono nell'espulsione dei religiosi, sull'esempio di quanto avveniva nella madrepatria; la prefettura apostolica venne così affidata al clero secolare, fino al momento dello scoppio della prima guerra mondiale.
Il 10 gennaio 1933 con il breve Quae catholico nomini di papa Pio XI la prefettura apostolica fu elevata a vicariato apostolico.
Il 23 febbraio 1956 con la bolla Qua sollicitudine di papa Pio XII il vicariato apostolico è stato elevato a diocesi e ha assunto il nome attuale.

## Cronotassi dei vescovi
Si omettono i periodi di sede vacante non superiori ai 2 anni o non storicamente accertati.
- Louis de Villette, S.I. † (1731 - 1736)
- Pierre de la Raffinie, S.I. † (1736 - 1746)
- Philippe d'Huberland, S.I. † (1746 - 1760)
- Henri Ghuez, S.I. † (1761 - 1762)
- Alexis Ruel, S.I. † (1762)
- Fleury † (1762 - 1764)
- Alexis Ruel, S.I. † (1764 - 1768 dimesso)
- Destable † (1769 - 1771)
- Poussin † (1771 - 1775)
- Robillard † (1775 - 1777)
- Radel † (1777 - 1787)
- Jacquemin † (1787 - 1792)
- Legrand † (1792 - 1818)
- Paul Guillier † (1818 - 1847)
- Jean Dossat, C.S.Sp. † (1847 - 29 agosto 1868 deceduto)
- Olivier Hervé, C.S.Sp. † (prima dell'8 gennaio 1869 - 1872 dimesso)
- Ambroise Emonet, C.S.Sp. † (2 marzo 1873 - 1881 dimesso)
- Joseph Guyodo, C.S.Sp. † (1882 - 3 maggio 1892 dimesso)
- Louis Pignol † (1892 - 1904)
- Marcel Beguin † (1904 - 1911)
  - Sede vacante (1911-1914)
- Justin Fabre, C.S.Sp. † (gennaio 1914 - 1924 deceduto)
- Léon Delaval, C.S.Sp. † (15 gennaio 1925 - 11 novembre 1931 deceduto)
- Pierre-Marie Gourtay, C.S.Sp. † (15 gennaio 1933 - 16 settembre 1944 deceduto)
- Alfred Aimé Léon Marie, C.S.Sp. † (12 gennaio 1945 - 1º marzo 1973 ritirato)
- François-Marie Morvan, C.S.Sp. † (1º marzo 1973 - 1998 dimesso)
- Louis  Sankalé, C.S.Sp. (27 giugno 1998 - 18 giugno 2004 nominato vescovo coadiutore di Nizza)
- Emmanuel Lafont (18 giugno 2004 - 26 ottobre 2020 ritirato)[1]
- Alain Ransay, dal 10 dicembre 2021

## Statistiche
La diocesi nel 2021 su una popolazione di 303.600 persone contava 213.420 battezzati, corrispondenti al 70,3% del totale.
| anno | popolazione | popolazione | popolazione | presbiteri | presbiteri | presbiteri | presbiteri                | diaconi | religiosi | religiosi | parrocchie |
| anno | battezzati  | totale      | %           | numero     | secolari   | regolari   | battezzati per presbitero | diaconi | uomini    | donne     | parrocchie |
| ---- | ----------- | ----------- | ----------- | ---------- | ---------- | ---------- | ------------------------- | ------- | --------- | --------- | ---------- |
| 1950 | 7.000       | 23.000      | 30,4        | 22         | 6          | 16         | 318                       |         |           | 71        | 18         |
| 1959 | 30.000      | 35.000      | 85,7        | 24         | 6          | 18         | 1.250                     |         | 20        | 82        | 17         |
| 1966 | 31.000      | 36.000      | 86,1        | 21         | 5          | 16         | 1.476                     |         | 20        | 87        | 15         |
| 1970 | 40.000      | 44.000      | 90,9        | 26         | 4          | 22         | 1.538                     |         | 24        | 91        | 21         |
| 1976 | 45.000      | 55.000      | 81,8        | 29         | 8          | 21         | 1.551                     |         | 22        | 103       | 20         |
| 1980 | 50.000      | 64.000      | 78,1        | 27         | 8          | 19         | 1.851                     |         | 22        | 96        | 26         |
| 1990 | 85.000      | 110.000     | 77,3        | 27         | 6          | 21         | 3.148                     | 1       | 27        | 105       | 25         |
| 1999 | 150.000     | 200.000     | 75,0        | 35         | 6          | 29         | 4.285                     | 5       | 31        | 72        | 23         |
| 2000 | 150.000     | 200.000     | 75,0        | 35         | 6          | 29         | 4.285                     | 5       | 32        | 74        | 23         |
| 2001 | 150.000     | 200.000     | 75,0        | 34         | 7          | 27         | 4.411                     | 5       | 30        | 73        | 23         |
| 2002 | 150.000     | 200.000     | 75,0        | 31         | 7          | 24         | 4.838                     | 5       | 26        | 73        | 23         |
| 2003 | 150.000     | 200.000     | 75,0        | 31         | 7          | 24         | 4.838                     | 6       | 26        | 73        | 23         |
| 2004 | 150.000     | 200.000     | 75,0        | 31         | 12         | 19         | 4.838                     | 7       | 21        | 70        | 23         |
| 2006 | 150.000     | 200.000     | 75,0        | 28         | 12         | 16         | 5.357                     | 4       | 18        | 70        | 26         |
| 2013 | 188.000     | 260.000     | 72,3        | 36         | 11         | 25         | 5.222                     | 9       | 30        | 25        | 28         |
| 2016 | 200.000     | 300.000     | 66,7        | 31         | 7          | 24         | 6.451                     | 7       | 29        | 23        | 26         |
| 2019 | 201.600     | 302.400     | 66,7        | 31         | 7          | 24         | 6.503                     | 7       | 29        | 23        | 26         |
| 2021 | 213.420     | 303.600     | 70,3        | 45         | 15         | 30         | 4.742                     | 11      | 34        | 24        | 27         |